# Alto Taquari
Alto Taquari é um município brasileiro do estado de Mato Grosso, localizado na latitude sul 17°49'34", longitude oeste 53°16'56", altitude de 851 metros acima do nível do mar. Em 2017, sua população estimada era de 11,000 habitantes.

## História
A localidade recebeu, inicialmente, o nome de "Cabeceira", em seguida, "Taquari" em homenagem à nascente próxima à sede municipal, do Rio Taquari. Termo Tupi para uma espécie de bambu, que era usada pelos povos indígenas que habiatavam a área na fabricação de cachimbos e flechas.
A localidade foi povoada por migrantes de vários estados: Rio Grande do Sul, Paraná, Goiás, São Paulo e Minas Gerais. Alto Taquari foi formado em 7 de maio de 1938 como Distrito policial. Foi elevado a município em 13 de maio de 1986 (Lei n° 4.993).

## Geografia
Alto Taquari faz divisa com dois Estados: Goiás e Mato Grosso do Sul. Está localizado entre as bacias fluviais do Prata e do Tocantins. O que faz com que seu relevo seja suavemente ondulado, estando no chamado Planalto Taquari-Itiquira. E a formação geológica predominante é de coberturas não dobradas do Fanerozoico, sub-bacia ocidental da Bacia do Paraná.
Área plantada
- soja: 70.000 hectares[15]
- algodão: 13.000 hectares[15]
- milho: 4.000 hectares[15]
- arroz: 1.000 hectares[15]
- Total de área plantada: 88.000 hectares[15]

A área restante do município é ocupada pela pecuária

## Avanços
Com o objetivo de diminuir o custo do produtor rural, foram reformados no município de Alto Taquari vários mata-burros, estradas vicinais e pontes.
Além disso, foi implantado também no município o sistema de consórcio, no qual, produtores, Governo do estado e Prefeitura se uniram para o asfaltamento de estradas que ligam as propriedades rurais.
Outra técnica implantada pelo município que, além de diminuir custos, visa preservar o meio ambiente é a adequação de estradas rurais, com práticas que buscam a recuperação, adequação, manutenção e conservação das estradas rurais de leitos naturais pavimentados ou não, levando em consideração sua integração com as áreas agrícolas com o objetivo de se evitar a erosão do solo, a degradação do meio ambiente, a garantia de tráfego normal de veículos e o escoamento da produção agrícola.

## Comunicação
Alto Taquari dispõe de vários veículos de comunicação em MASSA, são eles:
- RTV Repetidora TV Centro América canal 09 (Rede Globo)
- Rádio Livre Taquari FM
- Rádio 107.7 Gazeta FM
- TV Local: TV Taquari  (RECORD TV)
- TV Local: TV IMAGEM  (TV CIDADE VERDE)

## Turismo

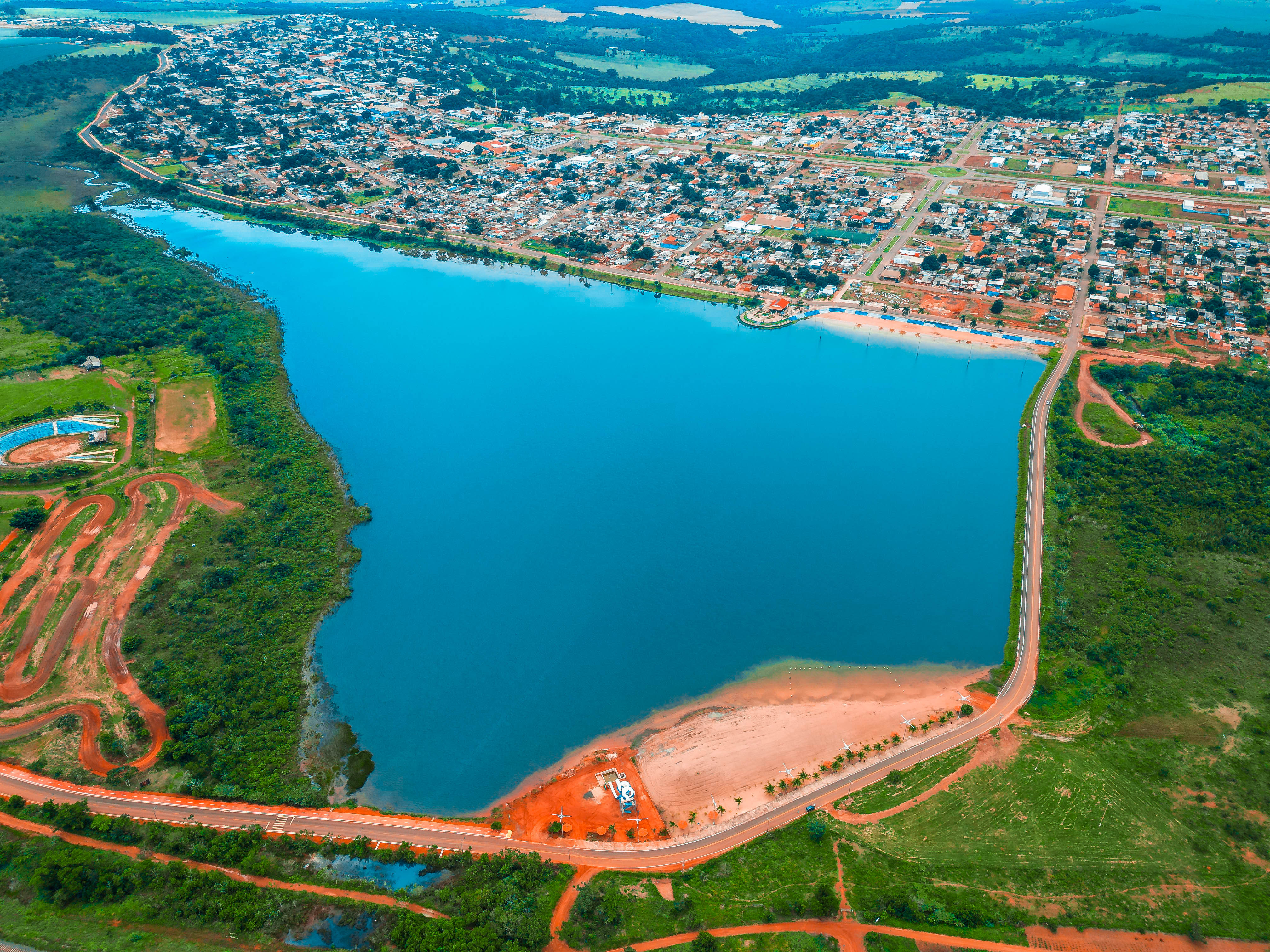
Lago Municipal de Alto Taquari (Foto: Geovane Timoteo)

O lago do Complexo do Parque Taquari, em área urbana, tem 33 hectares de espelho d’água e profundidade máxima de 8 metros; permitindo exploração turística com atividades em pequenas embarcações como lanchas, jet-skis e caiaques. O lago conta com duas praias artificiais, com área específica para banho (onde o trânsito de embarcações foi proibido) e onde um salva-vidas está de plantão. A infraestrutura do parque conta ainda com recinto do parque de exposições, o Clube do Laço, a pista de motocross e clube de remo. A prefeitura pretende colocar alevinos de peixes típicos do Rio Taquari para que se possa usar o lago também para pesca esportiva.
Outros pontos turísticos de Alto Taquari são os rios Araguaia e o Rio Taquari. Este último tem corredeiras e cachoeiras, que ainda não são exploradas para ecoturismo, com atividades como arborismo, rafting e rapel. Ainda não há estradas de acesso e estrutura de hotelaria para turistas.

## Últimos prefeitos eleitos

VISTA AÉREA DE ALTO TAQUARI 11-03-2025 (Imagem: Geovane Timoteo)

| Ano  | Prefeito             | Partido | Votos | %     | Ref    |
| ---- | -------------------- | ------- | ----- | ----- | ------ |
| 2004 | Lairto               | PFL     | 2.281 | 64,02 | [ 21 ] |
| 2008 | Maurício de Sá       | PFL     | 2.116 | 54,17 | [ 22 ] |
| 2012 | Maurício             | DEM     | 2.644 | 51,69 | [ 23 ] |
| 2016 | Fabio Mauri Garbugio | PTB     | 2.050 | 42,19 | [ 24 ] |
| 2020 | Marilda Sperandio    | DEM     | 2.686 | 50,83 | [ 25 ] |
| 2024 | Marilda Sperandio    | UB      | 3.201 | 50,68 | [ 26 ] |